# Tennis-Bundesliga 2020
Die Tennis-Bundesliga 2020 bestand aus drei Ligen, in denen bei den Herren, Damen und Herren 30 jeweils zwischen sieben und 10 Mannschaften um die Titel der Deutschen Mannschaftsmeister kämpfen sollten. Aufgrund der COVID-19-Pandemie wurden der Spielbetrieb in allen betroffenen Ligen abgesagt. Somit wurden die Tennis-Bundesligen 2020 nicht ausgespielt.

## Organisation
Die Tennis-Bundesligen in Deutschland werden vom Deutschen Tennis Bund mit Sitz in Hamburg veranstaltet und organisiert. Grundlage für die Durchführung sind neben den Tennisregeln der ITF, die Turnierordnung des DTB sowie das Bundesliga-Statut.

## Namenssponsoren
Namenssponsor der 1. Tennis-Bundesliga der Herren war 2020 der Online-Tennis-Versandhändler Tennispoint. Die Bundesligen der Damen und Herren 30 hatten 2020 keinen Namenssponsor.

## Tennis-Bundesliga der Herren 2020

### 1. Tennis-Bundesliga der Herren
| Mannschaften                |
| --------------------------- |
| Rochusclub Düsseldorf       |
| TC Großhesselohe            |
| HTC Blau-Weiß Krefeld       |
| TSV 1860 Rosenheim (N)      |
| Kölner THC Stadion Rot-Weiß |
| TC Blau-Weiss Neuss (N)     |
| TK Grün-Weiss Mannheim (M)  |
| TK Kurhaus Aachen           |
| TuS Sennelager              |
| Badwerk Gladbacher HTC      |

### 2. Tennis-Bundesliga der Herren
| Mannschaften Nord                |
| -------------------------------- |
| TC Bredeney                      |
| TK Blau-Weiss Aachen             |
| Tennispark HerzensSACHE Versmold |
| Bremer TC 1912                   |
| LTTC Rot-Weiß Berlin             |
| Wilhelmshavener THC              |
| Der Club an der Alster           |
| Suchsdorfer SV                   |
| TC Iserlohn                      |

| Mannschaften Süd        |
| ----------------------- |
| BASF TC Ludwigshafen    |
| TEC Waldau Stuttgart    |
| SpVgg Hainsacker        |
| TC Wolfsberg Pforzheim  |
| TC Weinheim             |
| TC Blau Weiß Oberweier  |
| TV Reutlingen           |
| TC Augsburg Siebentisch |
| TC Weiß-Blau Würzburg   |

## Tennis-Bundesliga der Herren 30 2020

### 1. Tennis-Bundesliga der Herren 30
| Mannschaften Nord      |
| ---------------------- |
| Dorstener TC (A)       |
| Buschhausener TC (M)   |
| KTHC Stadion Rot-Weiss |
| TV Espelkamp-Mittwald  |
| RTHC Bayer Leverkusen  |
| TC Wernigerode (A)     |
| Uhlenhorster HC        |

| Mannschaften Süd      |
| --------------------- |
| ST Lohfelden          |
| MTTC Iphitos München  |
| STK Garching          |
| TC Großhesselohe      |
| TC Bad Homburg (A)    |
| TC Dachau             |
| TVA Aschaffenburg (A) |

## Tennis-Bundesliga der Damen 2020

### 1. Tennis-Bundesliga der Damen
| Mannschaften                           |
| -------------------------------------- |
| TC Bad Vilbel                          |
| TC Bredeney                            |
| TC Blau-Weiß Dresden-Blasewitz         |
| TK Blau-Weiss Aachen                   |
| TEC Waldau Stuttgart                   |
| Marienburger SC (N)                    |
| TC Grün-Weiss Luitpoldpark München (N) |

### 2. Tennis-Bundesliga der Damen
| Mannschaften 2. Bundesliga Nord |
| ------------------------------- |
| TC 1899 Blau-Weiss Berlin       |
| Der Club an der Alster Hamburg  |
| Tennis-Club SCC Berlin (N)      |
| DTV Hannover (A)                |
| Bielefelder TTC (N)             |
| TC Union Münster (N)            |
| RTHC Bayer Leverkusen           |

| Mannschaften 2. Bundesliga Süd |
| ------------------------------ |
| TC BW Vaihingen-Rohr (N)       |
| BASF TC Ludwigshafen           |
| MTTC Iphitos München           |
| MBB SG Manching                |
| TC Ludwigshafen-Oppau (N)      |